# Costum de scufundare
Costumul de scufundare este folosit de către scafandru pentru protecție termică, pentru a păstra căldura corpului, prin limitarea pierderilor de căldură către mediul acvatic exterior reprezentând cel mai bun mijloc de prevenire a accidentelor datorate frigului. Cu ajutorul unui costum de protecție termică scafandrul are posibilitatea rămânerii unui timp mai îndelungat într-o apă cu temperatură scăzută. Pentru mai multă protecție scafandrul poate purta pe dedesupt un subveșmânt confecționat din lână sau bumbac.

## Tipuri de costume de scufundare
Alegerea tipului de costum de scufundare se face funcție de temperatura apei, tipul activității desfășurate sub apă și statura scafandrului. Transferul de căldură convectiv de la corpul omenesc către apă este de 25 de ori mai intens decât în cazul în care corpul se află în aer.
Pentru ape cu temperatură scăzută sau pentru durate mai mari ale scufundării scafandrul trebuie să îmbrace un costum uscat (etanș), iar pentru scufundări în apă cu temperatură mai ridicată sau durate mai mici de scufundare se poate opta pentru un costum umed.
| Temperatura apei (Co) | Tip costum / grosime                         |
| --------------------- | -------------------------------------------- |
| ≥ 30                  | costum umed / 2 mm                           |
| 25...30               | costum umed / 3 mm                           |
| 23...25               | costum umed și glugă /3 mm                   |
| 21...23               | costum umed / 3...6 mm                       |
| 18...21               | costum umed / 6...7 mm                       |
| 15...18               | costum umed / 6...7 mm sau costum semi-uscat |
| 12...15               | costum uscat sau costum semi-uscat           |
| ≤ 12                  | costum uscat                                 |

### Costumul uscat (etanș)
Costumul uscat poate fi cu volum variabil sau cu volum constant. 

#### Costumul uscat cu volum variabil

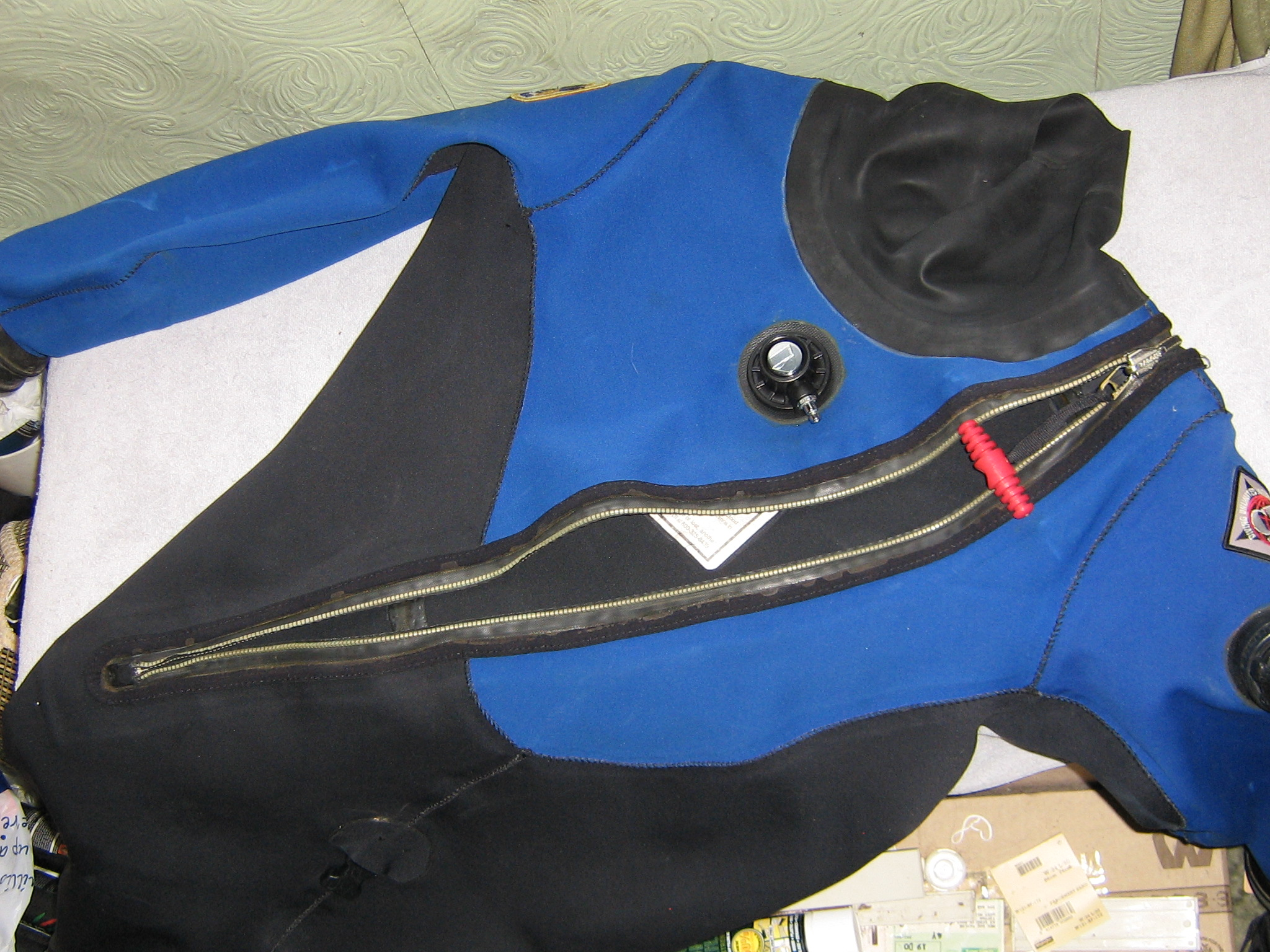
Costum uscat din neopren cu volum variabil prevăzut cu fermoar etanș frontal

Pentru a rezolva problema protecției la frig, scafandrii au purtat veșminte de lână acoperite cu un costum etanș de cauciuc. Acest costum etanș convențional, care este utilizat și astăzi în variante perfecționate, era confecționat din fâșii de cauciuc. Din cauza faptului că acest echipament nu era prevăzut cu supape, trebuia folosit cu multă grijă pentru a evita placajul. Apa se putea infiltra în interior reducând protecția termică și micșorând flotabilitatea scafandrului. 

##### Elemente componente
Costumele uscate cu volum variabil prezintă următoarele elemente constructive: materialul din care sunt confecționate, manșoanele și gulerul, sistemul mecanic de umflare/evacuare, fermoarul etanș, cizmulițe și cagulă.
- Materialul - Modelele actuale ale costumului uscat cu volum variabil sunt confecționate din cauciuc, nylon, sau din același material ca și cele umede, adică din neopren.

Cauciucul sau pânza cauciucată este un material solid și rezistent dar greu și mai puțin suplu pe când neoprenul costumului uscat prezintă o structură mai densă.
- Manșoanele și gulerul - Pot fi confecționate din cuciuc moale (latex) sau neopren. Latexul este mai ușor și mai delicat iar neoprenul este mai suplu necesitând a fi întors în interior pentru sporirea etanșeității.
- Sistemul mecanic de umflare/evacuare - Acesta este alcătuit din supapele de umflare și cea de evacuare a aerului. Supapa de admitere a aerului este situată de obicei la nivelul pieptului și în care se conectează furtunul de joasă presiune de la butelie. Supapa de evacuare poate fi reglabilă adică se poate evacua aerul din costum în mod automat în funcție de nivelul de sensibilitate ales de către scafandru sau nereglabilă caz în care necesită intervenția scafandrului. Supapa de evacuare este situată la nivelul bicepsului stâng.

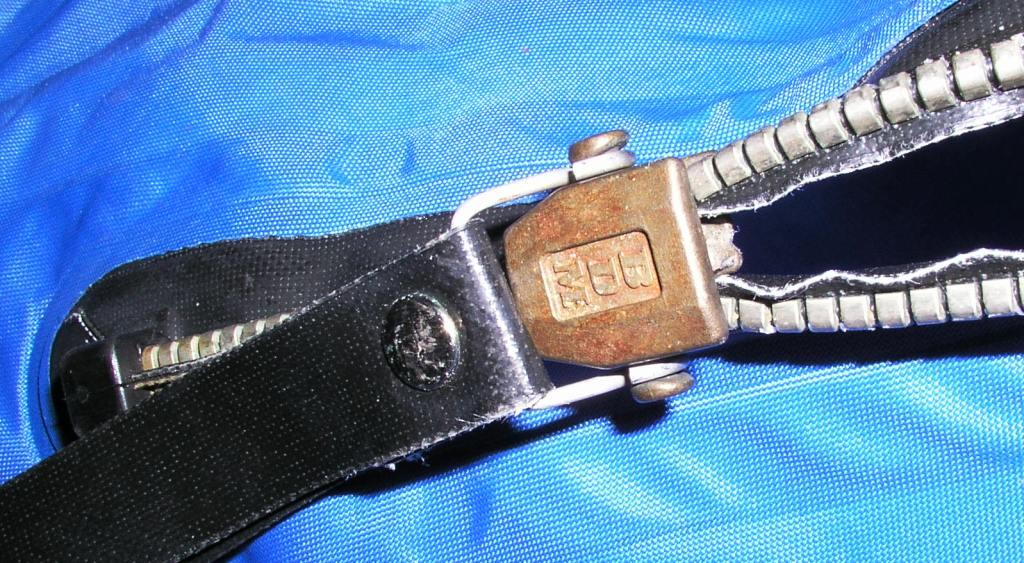
Fermoar etanş

- Fermoarele - Fermoarele sunt etanșe și pot fi situate la spate, frontal sau longitudinal (între picioare de la spate la piept) și nu permit pătrunderea apei în interior.

Fermoarul situat la spate este cel mai obișnuit favorizând o îmbrăcare și dezbrăcare ușoară a costumului. Prezintă dezavantajul că necesită ajutorul unui alt scafandru pentru închidere și deschidere. Fermoarul aflat în față permite scafandrului să închidă și să deschidă singur costumul fără dificultate, iar fermoarul amplasat între picioare este întâlnit mai rar numai la anumite costume uscate profesionale.
- Cizmulițele - Toate tipurile de costume uscate sunt prevăzute din fabricație cu cizmulițe încorporate. Cizmulițele pot fi prevăzute la bază cu o suprafață rugoasă  pentru a împiedica alunecarea sau cu întărituri din oțel pentru a se crea o ușoară flotabilitate negativă în picioare.
- Cagula - Cagula poate fi încorporată sau nu, iar în jurul feței este prevăzută cu un manșon neted.

Costumul uscat cu volum variabil, poate servi și drept vestă de salvare, permițând realizarea rapidă a unei flotabilități pozitive. Scufundarea cu  costumul uscat cu volum variabil, necesită un antrenament special, îndeosebi în cazul scufundărilor la adâncimi mai mari. Aceasta pentru că, acest tip de costum poate cauza o coborâre necontrolată în cazul pierderii aerului din costum, sau o ridicare necontrolată (urcare „în balon“) în cazul pierderii centurii de lestare.
Utilizarea costumului uscat cu volum variabil permite efectuarea de scufundări în orice mediu acvatic fie mare sau lacuri de munte și în orice anotimp chiar și în timpul iernii sub gheață fără apariția frigului și a simptomelor de hipotermie.

#### Costumul uscat cu volum constant
În anul 1946 Jacques-Yves Cousteau pune la punct costumul cu volum constant. Fabricat din cauciuc vulcanizat, costumul a fost realizat special pentru scufundări cu durate mari de timp în ape cu temperatură scăzută.
Costumul uscat cu volum constant este un echipament utilizat numai de către scafandri profesioniști. Este alcătuit dintr-un combinezon confecționat dintr-o țesătură solidă și o cagulă încorporată ce înlocuiește casca de scufundare. Scafandrul este în întregime în mediu uscat, protejat de frig. Prin intermediul supapelor de cap și de picioare, echipamentul echilibrează volumul de aer interior funcție de presiunea ambiantă.

### Costumul umed

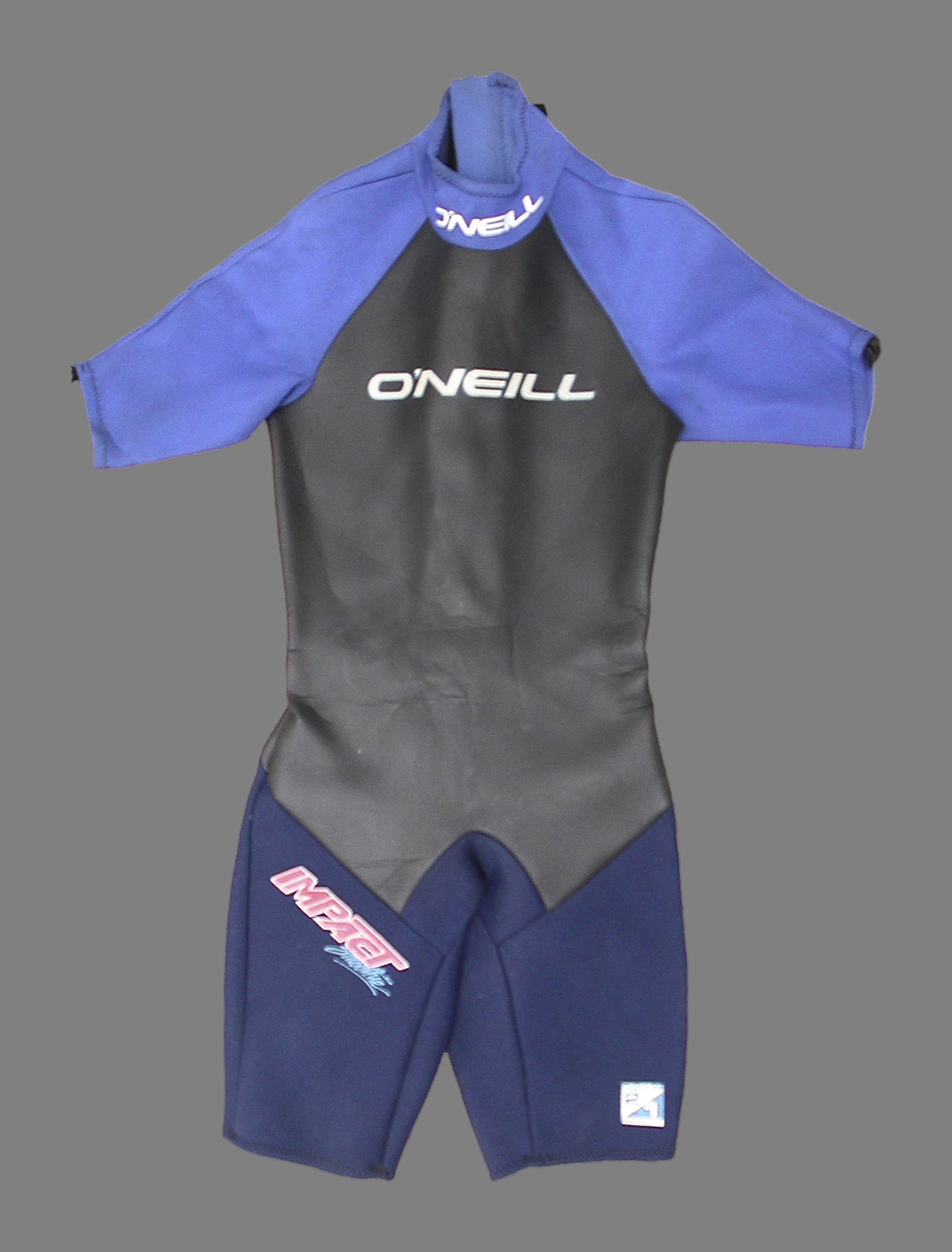
Costum umed scurt

Costumul umed sau neetanș este cel mai folosit echipament pentru scufundările autonome și scufundările libere. Costumul umed este confecționat din neopren, un cauciuc special, expandat cu gaz inert (care are incluse în masa lui mici bule de gaz, de obicei azot, izolate între ele). Neoprenul este un material nepermeabil, foarte bun izolator termic și cu bune calități elastice. Costumul, prin țesătura specială cu care este căptușit, permite pătrunderea și menținerea unei pelicule subțiri de apă între neopren și pielea corpului. Această peliculă de apă se încălzește de la corp atingând temperatura de confort, iar neoprenul, prin calitățile lui de izolator termic, limitează pierderile de căldură ale corpului către mediul acvatic exterior. Un costum umed din neopren, care nu este prevăzut cu o căptușeală dintr-o țesătură corespunzătoare și care nu se mulează bine pe corp, permite apei să circule între corp și costum, fiind înlocuită cu apă rece din exterior, aceasta conducând la creșterea pierderilor de căldură dinspre corp către mediul acvatic exterior și deci la apariția relativ rapidă a senzației de frig. Un costum realizat dintr-un cauciuc prea puțin elastic și prea strâmt pe corp, conduce la o reducere importantă a mobilității scafandrului în timpul activităților subacvatice. De asemenea, un costum umed din neopren cu grosime prea mare poate oferi mai multă protecție termică dar, în același timp, mărește flotabilitatea scafandrului și tinde să-i micșoreze mobilitatea sub apă. Oricare ar fi grosimea neoprenului, pe măsură ce crește adâncimea de imersie, deci pe măsură ce presiunea crește, acesta se comprimă prin comprimarea bulelor de gaz din interior, iar flotabilitatea și protecția termică ale costumului sunt micșorate. De acest lucru trebuie ținut cont la alegerea și la reglarea centurii de lestare.

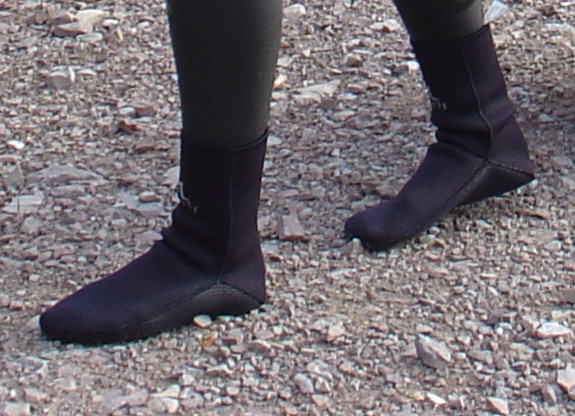
Cizmuliţe din neopren

Costumul umed oferă pe lângă protecție termică și protecție împotriva tăierii și zgârierii pielii. Există foarte multe tipuri de costume umede din neopren care sunt compuse din:
- vestă
- pantalon
- cagulă
- mănuși
- cizmulițe

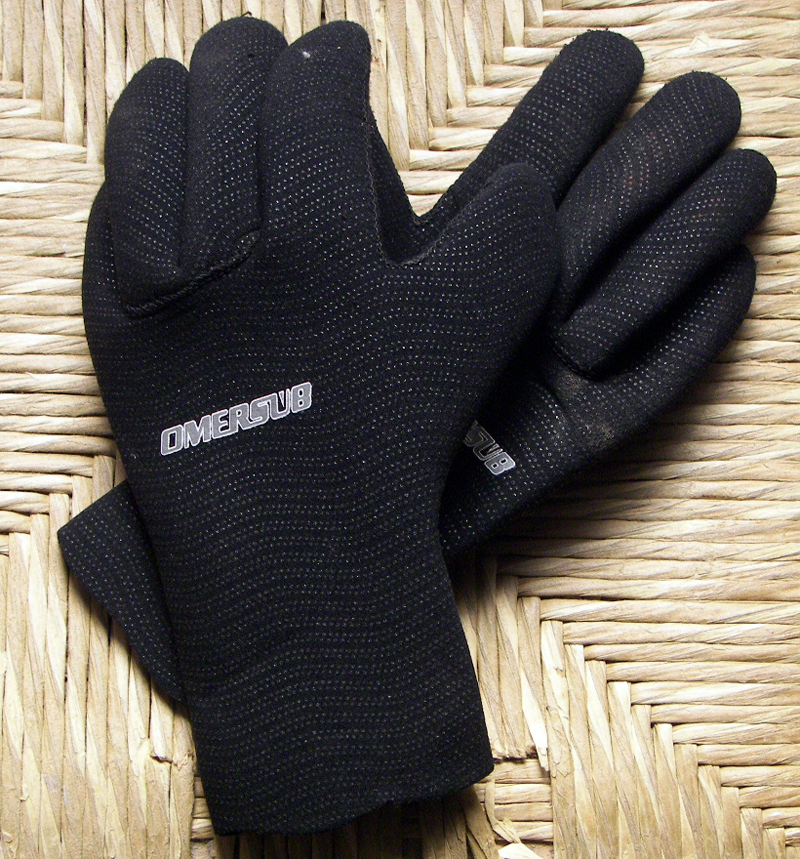
Mănuşi din neopren

La alegerea unui costum umed trebuie ținut cont de tipul de neopren din care este confecționat. Unele costume umede sunt prevăzute cu o țesătură din nylon atât la interior cât și la exterior. Acestea sunt cele mai durabile și pot fi îmbrăcate și scoase mai ușor. 
O altă categorie de costume umede sunt cele prevăzute cu țesătură de nylon numai la interior. Aceste costume asigură o protecție termică la fel de bună ca și cele cu țesătură pe ambele fețe și în plus sunt mai flexibile, dar au dezavantajul că se îmbracă și se scot cu ceva mai multă dificultate, având o rezistență mecanică mai scăzută. Culoarea costumului umed este, de obicei, cea a învelișului de nylon de pe exterior și interior. 
Fermoarele de la glezne și de la încheieturile mâinilor nu sunt foarte necesare, însă ajută la îmbrăcarea și dezbrăcarea costumului. Vesta costumului umed este prevăzută la spate cu o porțiune suplimentară de neopren de-a lungul șirei spinării, pentru a micșora și mai mult pierderile de căldură în această zonă. Costumele umede pot fi prevăzute cu buzunare, cu apărători la genunchi și la coate, precum și cu locașuri speciale pentru cuțit sau diverse scule.

### Costum semi-uscat
Costumul semi-uscat este un tip de costum umed fabricat din neopren mai gros și prevăzut la încheieturile mâinilor și gât cu manșoane și guler similare costumului uscat. Acestea sunt utilizate de obicei în cazul în care temperatura apei este între 10 și 20° C. Costumul semi-uscat prezintă avantajul unui preț mai scăzut comparat cu un costum uscat.

### Costum cu apă caldă
Costumele cu apă caldă sunt folosite în activitățile de scufundare profesională cu alimentare de la suprafață și în cele de saturație la mare adâncime atunci când scafandrul respiră amestecuri respiratorii care conțin heliu (heliox), deoarece heliul este un  mai bun conducător de căldură decât aerul. 
Costumele sunt alimentate cu apă caldă de la suprafață printr-un furtun special montat în cablul ombilical al scafandrului. Apa caldă este furnizată de o instalație specială  prevăzută cu o pompă, aflată la suprafață. Scafandrul controlează debitul de apă de la un ventil aproape de talia lui, permițându-i să varieze volumul de apă din costum, pentru a compensa pierderile de căldură ale organismului. 
În interior costumul are mai multe furtunuri din cauciuc cu mici orificii pentru a transporta apa caldă la părțile mai sensibile la frig ale corpului (membre, piept, spate).  La încheieturi și glezne aceste furtunuri comunică cu mediul exterior pentru a permite un flux continuu de apă caldă  proaspătă  de la suprafață.

## Firme producătoare
| - Aqua Lung - Beuchat - Camaro - Coltri Sub - Cressi Sub Arhivat în 8 septembrie 2008, la Wayback Machine. - Dacor - Draeger - Dui - Harvey - Henderson |  | - Mares - Northern Diver - Parkway Arhivat în 7 noiembrie 2007, la Wayback Machine. - Poseidon - Scubapro - Seac Sub - U.S.Divers - Viking Arhivat în 9 mai 2008, la Wayback Machine. - Zeagle |